# Walter Rudolf Hess
Walter Rudolf Hess (17 de marzo de 1881-12 de agosto de 1973) fue un neurólogo suizo que ganó el Premio Nobel de Fisiología y Medicina en 1949 por determinar las áreas del cerebro relacionadas con el control de los órganos internos. Compartió el Premio con Egas Moniz.

## Biografía
Hess nació en Frauenfeld. Su padre, médico de profesión, le permitió desde muy joven familiarizarse con los aparatos de su consulta. También adquirió pronto el hábito de la observación científica, despertado en él cuando contemplaba el paisaje alpino que rodeaba su ciudad natal. En 1900 completó el bachillerato e ingresó para estudiar medicina de la Universidad de Zúrich en 1906 y se convirtió en cirujano y oftalmólogo. Adquirió entrenamiento quirúrgico y oftalmológico en Münsterlingen y Zúrich, para en 1908 iniciar una próspera práctica privada en Rapperswil, Suiza como cirujano oftalmólogo. En 1912, dejó la lucrativa práctica privada de la oftalmología y se dedicó a la investigación. Sus principales intereses era la regulación sanguínea y la respiración. Como un abandono de estas primeras investigaciones, empezó a mapear las partes del diencéfalo que controla los órganos internos. Desde 1917 hasta 1951, sirvió como profesor y director del Departamento del Instituto de Fisiología de la Universidad de Zúrich. Hess murió en Locarno, Suiza.

## Algunas publicaciones
- Das Zwischenhirn und die Regulation von Kreislauf und Atmung. Leipzig: Thieme, 1932.

- Die funktionelle Organisation des vegetativen Nervensystems. Basel: Schwabe, 1948.

- Das Zwischenhirn. Syndrome, Lokalisationen, Funktionen. Basel: Schwabe, 1949; 2. erweiterte Auflage 1954.

- Hypothalamus und Thalamus. Experimental-Dokumente. Stuttgart: Thieme, 1956.

- Psychologie in biologischer Sicht. Stuttgart: Thieme, 1968.

## Honores
- Marcel Benoist Prize 1932[1]
- Doctor honoris causa por las Universidad de Berna, Universidad de Ginebra, McGill University, Universidad de Friburgo[1]
- Premio Nobel en Fisiología y Medicina 1949[1]